# Filamin
Filamini su klasa proteina koji drže dva aktinska filamenta pod velikim uglom.
Postoje sledeći tipovi:

## Spoljašnje veze
- filamins на 